# Franz Hauser (Politiker)
Franz Hauser-Grieder (geboren am 13. Juni 1915 in Basel; gestorben am 1. Juni 1986 ebenda, heimatberechtigt in Näfels und Basel) war ein Schweizer Politiker (SP/DSP). Er war von 1963 bis 1976 Regierungsrat des Kantons Basel-Stadt.

## Herkunft, Ausbildung und Beruf
Hauser wuchs im Basler Breitequartier als Sohn eines aus dem Kanton Glarus stammenden Eisenbahnarbeiters auf. Nach der Primarschule besuchte er das Mathematisch-Naturwissenschaftliche Gymnasium. Anschliessend war er zwei Jahre an einer Handelsschule in der Romandie, die er mit einem Diplom abschloss. Darauf folgte eine kaufmännische Lehre, nach deren Abschluss er in der Metallindustrie tätig wurde. Später wechselte er vorübergehend ins Baudepartement des Kantons Basel-Stadt.
Nach Ausbruch des Zweiten Weltkriegs leistete Hauser Aktivdienst. 1942 wurde er Fürsorger der Öffentlichen Krankenkasse. 1944 wechselte er als Zentralsekretär zum VPOD nach Zürich. 1947 wurde er Fürsorgesekretär des Bürgerlichen Fürsorgeamtes in Basel, dessen stellvertretender Vorsteher er ab 1951 war. Ab 1955 war er Mitglied der Expertenkommission zur Schaffung der kantonalen Invalidenfürsorge, mit deren Aufbau er später auch betraut wurde. 1956 bestimmte ihn der Regierungsrat zum Leiter der Kantonalen AHV.
Bei seiner Entlassung aus dem Militärdienst war er Kommandant einer Nachrichtenkompanie und bekleidete den Rang eines Hauptmanns.

## Politisches und gewerkschaftliches Engagement

### Von den Anfängen bis zur Wahl in den Regierungsrat
1953 wurde Hauser für die SP in den Grossen Rat des Kantons Basel-Stadt gewählt, wo er sich der Sozialpolitik widmete. Er war auch Präsident der Kommission, die das Gesetz über die Hospitalisierung seelisch Kranker modernisierte. Weiter engagierte er sich auch im Wohnungsbau. Er war Gründungspräsident der Wohnbaugenossenschaft Entenweid, die unter seiner Leitung am Kannenfeldplatz die ersten drei Wohnhochhäuser der Schweiz errichtete. Zudem präsidierte er einige Jahre lang den Bund der Basler Wohngenossenschaften.
1957 wurde Hauser für sieben Jahre Präsident der Basler Sektion des VPOD. Als Präsident der Arbeitsgemeinschaft der baselstädtischen Staatspersonalverbände konnte er Verbesserungen wie zu Beginn der 1960er-Jahre die Reduktion der Arbeitszeit von 48 auf 44 Stunden in der Woche erreichen.

### Tätigkeit als Regierungsrat
Nach dem Tod von Fritz Brechbühl wurde Hauser in einer Ersatzwahl im Herbst 1963 in den Regierungsrat gewählt. Dabei konnte er sich gegen den Polizeihauptmann Adolf Ramseyer durchsetzen, der von einem überparteilichen Komitee portiert worden war. Hauser wurde dreimal mit sehr guten Resultaten als Regierungsrat bestätigt, nämlich 1964, 1968 und 1972.
Hauser übernahm von Brechbühl das Polizeidepartement und war nach diesem der zweite Sozialdemokrat in diesem Amt. Während Brechbühl das Image des Polizeikorps von einer rechtslastigen Prügeltruppe in Richtung «Freund und Helfer» veränderte, zeigte es auch unter Hauser im Umgang mit der 1968-Bewegung Zurückhaltung. Das gilt zum Beispiel für das Vorgehen der Polizei bei den Tramblockaden von gegen Preiserhöhung protestierenden Demonstranten im Sommer 1969. Gemäss Hauser lag dies daran, dass man das Vorgehen von jungen Demonstranten in Deutschland und Frankreich analysiert habe. Folglich war man darauf vorbereitet, provoziert zu werden, und konnte angemessen reagieren. Weiter engagierte sich Hauser für eine verstärkte Zusammenarbeit mit dem Kanton Basel-Landschaft in den Bereichen Polizei und Feuerwehr. 1976 trat er aus dem Regierungsrat und von der aktiven Politik zurück.

### Rolle bei der Entstehung der DSP
Den Entwicklungen der SP Basel-Stadt in den 1970er-Jahren und der Jugendbewegung der 1980er-Jahre stand Hauser distanziert gegenüber. So war er massgeblich bei der Formation der innerparteilichen Opposition Arbeitsgemeinschaft Sozialdemokraten und Gewerkschafter beteiligt, die er auch präsidierte. Nachdem diese Opposition 1982 in der Gründung der Demokratisch-Sozialen Partei (DSP) gemündet hatte, präsidierte er auch diese, bis er aus gesundheitlichen Gründen zurücktrat. Er wurde danach Ehrenpräsident. Auffallend dabei ist, dass sich das Zerwürfnis in der SP am harten, also auch seiner eigenen Politik entgegengesetzten Vorgehen gegen die Jugendbewegung der 1980er-Jahre durch seinen Nachfolger Karl Schnyder entzündete.

## Privates
Hauser war seit 1940 verheiratet. Seine Frau war berufstätig und engagierte sich ebenfalls in der Politik und in der Gewerkschaftsbewegung.
Er starb am 1. Juni 1986 nach schwerer Krankheit.